# Đà Lạt
Đà Lạt je glavno mesto vietnamske Lâm Đồng (pokrajina). Od Hanoja je oddaljeno 1300 km od Sajgona pa 310 km. Reka, ki teče skozi mesto, se imenuje Dišeča reka. Izvira 60 km zahodno od mesta.
Mesto oskrbuje letališče Liên Khương, ki leži 26 km južno od Đà Lạtja.